# Vincenzo Maenza
Vincenzo Maenza (né le 2 mai 1962 à Imola) est un lutteur italien, spécialiste de gréco-romaine dans les moins de 48 kg.

## Biographie
Vincenzo Maenza commence la compétition à 13 ans et fait partie de l'équipe nationale dès 16 ans. Il remporte deux titres olympiques en 1984 et en 1988 et une médaille d'argent à Barcelone en 1992.